# Sangkum
De Sangkum Reastr Niyum (Khmer: សង្គមរាស្ត្រនិយម, Frans: Communauté socialiste populaire, Nederlands: Socialistische Volksgemeenschap) was een Cambodjaanse politieke beweging die van 1955 tot 1970 bestond ten tijde van het regime van prins Norodom Sihanouk.

## Geschiedenis
Opgericht op 22 maart 1955 was het een samenvoeging van vier kleinere rechtse partijen om de invloed van de linkse Democratische Partij en de communistisch georiënteerde Pracheachon te verkleinen. Het feit dat de Sangkum onder leiding kwam te staan van prins Norodom Sihanouk maakte de beweging vooral populair onder de kleine, conservatieve boerenstand, die de prins als een nationale held en volkstribuun beschouwden. Door middel van intimidatie en omkoping wist de Sangkum bij de verkiezingen van 1955 alle 91 zetels parlementszetels in de wacht te slepen. Bij de daaropvolgende verkiezingen gingen eveneens alle zetels naar de Sangkum. De oppositie werd door het personalistisch ingestelde regime van de prins monddood gemaakt en speelde hoegenaamd geen rol meer van betekenis. Bovendien slaagde Sihanouk erin een vooraanstaande leden van de Democratische Partij en Pracheachon uit hun partijbanden los te weken en hen te bewegen zich aan te sluiten bij de Sangkum-beweging. Onder hen die de overstap naar de Sangkum maakten waren prins Norodom Phurissara, voormalig secretaris-generaal van de Democratische Partij - die later Sihanouk zou dienen als diens minister van Buitenlandse Zaken - en Khieu Samphan, prominent lid van de Pracheachon - en later staatshoofd van Democratisch Kampuchea, de republiek van de Rode Khmer.
De Sangkum was een monarchistische beweging en volgens Sihanouk geen partij. Loyaliteit aan het koningshuis en met name aan de prins behoorde tot het voornaamste doel van de beweging. De Sangkum stond voor sociaal-conservatieve waarden en liet zich leiden door het Theravada Boeddhisme. Het binnenlands beleid van de Sangkum was duidelijk paternalistisch conservatief waarbij de landeigenaren en ondernemers tot taak hadden hun werknemers eerlijk te behandelen en lokale projecten ten bate van het gewone volk te ondersteunen. Ook moesten zij zo nu en dan handarbeid verrichten op het platteland om vervreemding met de werkende klasse te voorkomen. Van deze laatste groep werd verlangd dat zij zich loyaal zouden opstellen ten opzichte van hun werkgevers. Van bestuurders werd verwacht dat zij "socialisten zullen zijn voor het welzijn van het volk en royalisten te bate van het prestige en de cohesie van de natie." Sihanouk noemde zijn variant van het socialisme "boeddhistisch socialisme" of "Khmer socialisme". Met socialisme in westerse of marxistische zin heeft het weinig van doen; het laat de bezitsverhoudingen ongemoeid en stelt meer de geestelijke eenheid van het volk centraal. In een later stadium werden wel enkele staatsondernemingen opgericht. De Amerikaanse historicus Michael Vickery spreekt van een reactionair regime, ondanks alle neutralistische retoriek. Het buitenlands beleid werd gekenmerkt door een strikt neutralisme ten opzichte van de twee machtsblokken (het Westen onder leiding van de Verenigde Staten van Amerika en het Oosten onder leiding van de Sovjet-Unie). Gaandeweg begon Sihanouk zich steeds meer te oriënteren op de Volksrepubliek China zonder ook maar enige sympathie voor het communisme aan de dag te leggen. Ook werden de banden met Noord-Korea aangehaald. Dit stuitte op verzet van de rechtervleugel van de Sangkum onder generaal Lon Nol. De prins koesterde een groot wantrouwen ten opzichte van de Verenigde Staten van Amerika en Thailand. Dit leidde tot een slechte relatie tussen Cambodja en de genoemde landen.
Bij de verkiezingen van 1966 behaalde de rechtervleugel (dat is de op het Westen gerichte vleugel) van de Sangkum een meerderheid in het parlement waarna generaal Lon Nol het premierschap op zich nam. Sihanouk die niet blij was met deze ontwikkeling stimuleerde de vorming van een schaduwregering die werd gedomineerd door de neutralistische linkervleugel. Op het gebied van het binnenlands beleid waren premier Lon Nol en prins Sihanouk het eens dat de linkse (buitenparlementaire) oppositie, die werd gesteund door de Noord-Vietnameze regering en guerrilla-activiteiten ontplooide, moest worden onderdrukt. Lon Nol onderdrukte hardhandig de linkse oppositie waarna een aantal prominenten van de neutralistische vleugel van de Sangkum, w.o. Khieu Samphan, de beweging verlieten en zich aansloten bij de guerrilla's.
In maart 1970 werd de voor een medische behandeling van Frankrijk afwezige prins Norodom Sihanouk door middel van een staatsgreep georchestreerd door Lon Nol, Son Ngoc Thanh, In Tam en prins Sirik Matak als staatshoofd afgezet. De Sangkum-beweging werd verboden en de nieuwe regering, opnieuw geleid door Lon Nol, maakte van Cambodja een op het Westen (d.i. de VS) georiënteerde republiek.
De opvolger van de Sangkum is de partij FUNCINPEC, opgericht in 1981, die nog altijd bestaat.

## Jeugdafdeling
De jeugdafdeling werd in 1957 door Sihanouk opgericht en droeg de naam "Koninklijke Khmer Socialistische Jeugd" (Jeunesse socialiste royale khmère).

## Zetelverdeling
| Jaar                | Zetels | %      |
| ------------------- | ------ | ------ |
| 1951                | 91     | 100,00 |
| 1955                | 61     | 100,00 |
| 1958                | 61     | 100,00 |
| 1962                | 77     | 100,00 |
| 1966                | 82     | 100,00 |
| Bron: Nohlen et al. |        |        |